# Saint-Aubin-de-Terregatte
Saint-Aubin-de-Terregatte es una comuna francesa situada en el departamento de La Mancha, en la región de Normandía.

## Demografía
| 961 | 908 | 741 | 654 | 591 | 563 | 650 |
| Para los censos de 1962 a 1999 la población legal corresponde a la población sin duplicidades (Fuente: INSEE [Consultar]) |     |     |     |     |     |     |